# كلية التمريض (جامعة الملك سعود)
كلية التمريض بجامعة الملك سعود هي إحدى كليات جامعة الملك سعود بالرياض. أنشئت كلية التمريض عام 1977 الموافق عام 1396هـ، وانطلقت مسيرة الكلية كأحد الأقسام الأكاديمية الثمانية في كلية العلوم الطبية التطبيقية وهي تمنح درجة البكالوريوس في التمريض، وأطلق أول برنامج للماجستير في التمريض عام 1988م. تم تحويل قسم التمريض إلى كلية مستقلة عام 2004م بقرار من مجلس الوزراء. كلية التمريض تشتمل على الأقسام الأكاديمية التالية: قسم التمريض الباطني الجراحي، قسم تمريض صحة الأمومة والطفولة، قسم تمريض صحة المجتمع والصحة النفسية والعقلية، وقسم إدارة وتعليم التمريض. هذه الأقسام تمنح درجات علمية متخصصة على مستوى الدراسات العليا.

## الدراسات العليا
بدأ برنامج الماجستير في التمريض بمساراته المختلفة عام 1407 هـ كأول برنامج دراسات عليا في المملكة العربية السعودية.

## الأقسام الأكاديمية
هنالك أربعة اقسام أكاديمية متخصصة في كلية التمريض:
- قسم إدارة وتعليم  التمريض
- قسم التمريض الباطني الجراحي
- قسم صحة المجتمع والصحة النفسية والعقلية
- قسم تمريض الأمومة والطفولة

## إدارة الكلية
- الدكتورة مي بنت محمد الراشد عميد الكلية [3][4]
- الأستاذ الدكتور خالد المطيري وكيل الكلية للدراسات العليا